# موت صغير
موت صغير رواية من تأليف الكاتب السعودي محمد حسن علوان. صدرت الرواية لأوّل مرة عام 2016 عن دار الساقي في لندن. حازت على الجائزة العالمية للرواية العربية لعام 2017، المعروفة باسم «جائزة بوكر العربية».

## حول الرواية
رواية الكاتب السعودي «محمد حسن علوان» هي سيرة روائية متخيّلة لحياة محيي الدين بن عربي منذ ولادته في الأندلس في منتصف القرن السادس الهجري وحتى وفاته في دمشق. تتناول هذه الرواية سيرة حياة مزدحمة بالرحيل والسفر من الأندلس غربًا وحتى آذربيجان شرقًا، مرورًا بالمغرب ومصر والحجاز والشام والعراق وتركيا، يعيش خلالها البطل تجربة صوفية عميقة يحملها بين جنبات روحه القلقة ليؤدي رسالته في ظل دول وأحداث متخيّلة، مارًا بمدن عديدة وأشخاص كثر وحروب لا تذر ومشاعر مضطربة.